# 教会のバビロニア捕囚

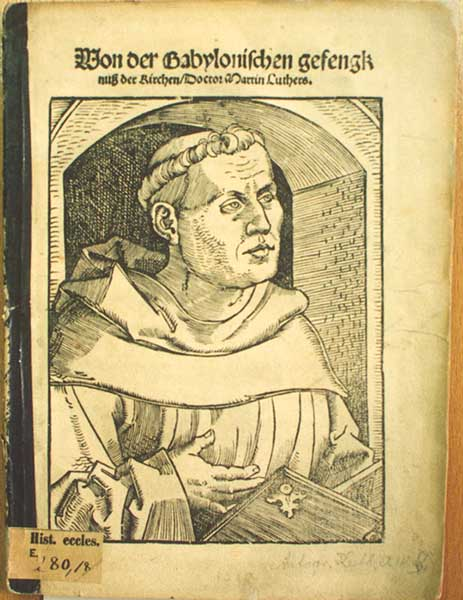
「教会のバビロニア捕囚」表紙

『教会のバビロニア捕囚』（きょうかいのバビロニアほしゅう, ドイツ語: Von der babylonischen Gefangenschaft der Kirche）または『教会のバビロニア捕囚についての序曲』（-についてのじょきょく、ラテン語: De capitivitate Babylonica ecclesiae praeludium）は、ドイツの宗教改革者マルティン・ルターによる著書。1520年に発表された彼の三大論考（本書、『ドイツのキリスト者貴族に与える書』、『キリスト者の自由』）の1つ。
彼はこの論考において、教皇制のもとにある全てのキリスト者をバビロニアの支配下に置かれたエルサレムの人々になぞらえ、そこからの解放を訴えた。

## 内容
この著書の中で、ルターは中世カトリック教会の七つの秘跡に聖書の光を当てた。
たとえば聖餐に関して、彼は一般信者も聖餐の葡萄酒に与ることができると主張し、そこにイエス・キリストの血と肉が真に現前するということは肯定する一方で、聖変化という考えを退けた。また聖餐が神へ捧げられた犠牲であるという教えを否定した。
洗礼についても、ルターは被洗礼者のうちで護持される信仰と結びついたときにだけ義認が起こると説いている（「信仰義認」）。だが、それでは後に堕落しうる人々さえも救済されるということになってしまうという意見もある。
また告解の本質は、信仰をもって聴許された上での約束（赦し）の言葉にあるのだとされた。神聖なる定めと神聖なる赦しの約束とに結びつけられた、「聖餐」・「洗礼」・「告解」の三つだけが秘蹟として扱われうる。しかも厳密には、「神から定められた物質的なしるし」を持った聖餐と洗礼だけがそうなのである。つまり、聖餐におけるパンと葡萄酒であり、洗礼における水である 。ルターは本書のなかで、他の四つの秘蹟（「婚姻」・「叙階」・「堅信」・「終油」）を認めていない。
この論考でルターは以下の三つが「捕囚」的だとみなしている。第一に「主の晩餐」での葡萄酒を一般信徒から取り上げていること、第二に「聖変化」の教え、第三にローマ・カトリック教会がミサをイエスとの霊的な交わりではなく、むしろ供儀だと説いていることである。
教皇制を攻撃する「教会のバビロニア捕囚」の語り口には怒気があった。しかしルターはためらいがちに「ドイツ貴族に与える書」を引き合いにだし、法王が反キリスト的であるとはっきりと非難したのはこれが初めてだとも述べている。明らかに本書を境にしてルターの考えは先鋭化した。ほんの一年前には秘蹟の正当性を擁護していたのだが、この頃にはもうそれを激しく攻撃している。
本書はラテン語で出版されたが、ストラスブールのフランシスコ会でルターを批判していたトーマス・マーナーによってすぐにドイツ語に翻訳された。ルターの思想の過激さを人々に知らしめることで、彼らはルターを支持することの愚かさを悟るだろうと考えたのである。しかし実際には正反対のことが起こった。マーナーの翻訳は、ルターの思想がドイツ中に広まることをたすけたのだった。だがルターの言葉遣いにある辛辣さに不愉快になる者もいた。有名な人文主義者であるエラスムスは、それまでルター派の運動を慎重な態度ながら支持していたが、教皇制への苛烈な弾劾を含んだこの著作の出版後にはルターの改革への呼びかけに手を貸すべきではないと確信するようになった。

## アヴィニョン捕囚
「教会のバビロニア捕囚」という題は、「大シスマ」中の「アヴィニョン捕囚」という困難な時期をふまえたものでもある。1305年から1416年までの長期にわたる危機をローマ・カトリック教会は耐えなければならなかった。その間に、教会の権威が揺らぎ、一枚岩ではなくなり、公然と異議申し立てをされるようになった。「大シスマ」の終わり頃にはまだ教会の権威はまったく保たれているかにみえたが、後に広がる宗教改革の種は当時すでに蒔かれていたのである。

## 日本語訳
- マルティン・ルター; 藤田孫太郎 訳「教会のバビロン幽囚について, 四旬節の八つの説教, キリスト者の生活の総括」『ルター選集』 第3、新教出版社、1957年。